# 自我介紹
自我介紹即對一群人說明有關自己的事，尤其是在對方不認識自己的情況下。:437在學校，教師有時會在課堂上請學生自我介紹，作為口語練習，介紹的內容可以包括名字、年齡、興趣等。:54亦可憑書信介紹自己，投考大學或應聘公司時，常要呈交自我介紹書（或自薦信），此用途的自我介紹包含個人能力、申請。:189–190

## 名片的由來
傳遞名片最早的歷史記載，是從中國戰國時代的名刺開始興起，現在大家都離不開這一張小小的名片。此外在傳遞名片時要將正面對著對方，以示禮貌。